# Nannobrachium crypticum
Nannobrachium crypticum är en fiskart som beskrevs av Zahuranec 2000. Nannobrachium crypticum ingår i släktet Nannobrachium och familjen prickfiskar. Inga underarter finns listade i Catalogue of Life.